# バッカーノ! (1700年代)
本稿では成田良悟のライトノベル『バッカーノ!シリーズ』（電撃文庫）の1700年代のエピソードについて説明する。
- バッカーノ! 1705 The Ironic Light Orchestra
- バッカーノ! 1710 Crack Flag
- バッカーノ! 1711 White smile

これ以外にも1711年のアドウェナ・アウィス号の出来事なども含む。

## 概要
バッカーノシリーズの不死者となる人物達の過去を描く一編。第1巻となる1930で回想として語られた1711年の事件よりもさらに過去の出来事を、イタリア半島の地方都市「ロットヴァレンティーノ」を中心にして、彼らがアドウェナ・アウィス号に乗ることになった経緯や、後の時代に起こることの原因などが書かれている。

## あらすじ
1705 The Ironic Light Orchestra
1705年、イタリア半島の地方都市「ロットヴァレンティーノ」では連続殺人事件が起きていた。
純白の仮面を被り、被害者にも同じ仮面を被せる犯人は「仮面職人」と呼ばれ、その目撃者は次の被害者になるという。
錬金術の「私塾」に通う少年、ヒューイ・ラフォレットは世界を憎んでいた。
同窓の少女、モニカ・カンパネルラはヒューイに思いを寄せ、告白していた。
エルマー・C・アルバトロスは「私塾」に新入生として街にやって来ていた。
商人に奴隷として扱われる少女、ニキは「仮面職人」の犯行を目撃していた。
4人の少年少女は「仮面職人」と街全体を支配する隠謀に立ち向かう。そしてこれこそが、後世300年に及ぶ不死者達の馬鹿騒ぎの発端となる。
1710  Crack Flag
1707年、劇作家のジャンピエールは、知人であるアイルことマイザー・アヴァーロは、ラブロ・フェルメート・ヴィラレスクという錬金術師と知り合う。
不老不死に興味を持ったマイザーは、薬剤師のベグ・ガロットや、フェルメートの師匠の孫であるチェスワフといった錬金術師たちと出会い、その道へ進む。また、ジャンピエールも自分のファンであるフェルメートと親しくなる。
2年後の1709年、錬金術を学ぶヒューイはモニカらに心を開きつつあった。そんなある日、ジャンピエールの新作劇が上演される。
1711 White smile
1711年、マイザーらはアドウェナ・アウィス号に乗り込む。
1711 （『The Rolling Bootlegs』に記載されている1711年のエピソード）
1711年、多くの錬金術師を乗せた船、アドウェナ・アウィス号は新大陸を目指していた。
その最中、マイザー・アヴァーロは「悪魔」を召喚し「不死の酒」を入手、その場にいた数十人の錬金術師達とともに不死者となった。「悪魔」はマイザーに「不死の酒」の醸造方法を教え、彼は弟のグレットに後世への保険としてその知識を半分だけ与えた。
しかし翌晩、セラードの暴挙によってグレットら13人は喰われ、他の錬金術師に追い詰められたセラードは海へと身を投げ、姿をくらませる。
そして生き延びた錬金術師たちは、悲劇による悲しみと恐怖を胸に各地へ散っていった。

## 登場人物

### 1705年

#### 私塾の関係者
ヒューイ・ラフォレット
声 - 千葉進歩
秀才ながらも孤立した少年。魔女狩りで母を失い、世界の全てを憎む。
初めは無表情かつ冷酷な性格だったが、エルマーやモニカ、ニキらに出会い笑顔を見せるようになった。ロットヴァレンティーノに隠謀を渦巻かせる犯人の1人。エルマーの「笑顔中毒者」の名付け親。後の不死者。
エルマー・C・アルバトロス
声 - 大畑伸太郎
新入生。ヒューイと同じ「魔女の子」で、笑顔の為なら手段を選ばない「笑顔中毒者」。
とある宗教団体の生贄として虐待を受けながら育ち、感情の区別を失った。そのため相手の笑顔だけを信じ、笑顔と幸福を望み続ける狂人。後の不死者。
モニカ・カンパネルラ
ヒューイに想いを寄せる少女。本名はマリベル・ポロニアル、エスペランサの実妹。
かつて殺人を犯し一族から追放され、自らを死亡したことにして名前を捨て、エスペランサによって匿われていた。「仮面職人」の正体。殺人を辞さない冷徹さと純情さを併せ持つ2重人格者。5年間ヒューイを慕い続け相思相愛になり、彼との間に子供を産むも、フェルメートにナイフを突き立てられ、ヒューイに出会えたことを嬉しく思いながら笑顔で海に落下し、そのまま海の藻屑となった。
ダルトン・ストラウス
校長。右手を木製の義手にした白髪の老人。幅広い知識と全てを見透かすような雰囲気から生徒達の尊敬を集める。エスペランサと結託している。ヒューイやエルマーたちよりも以前に悪魔を呼び出し、不死になった不死者の一人であり、2003年まで存命している。
ルネ・パルメデス・ブランヴィリエ
教師。グラマラスな体と、ドジでいい加減な性格を併せ持つ女性。専攻は錬金術と歴史。この時点で既に不老不死の肉体を持っており、ヒューイ達より前の世代の不死者と思われる。
東郷 田九郎（とうごう でんくろう）
声 - 斧アツシ
日本人の錬金術師。ザンクとともに麻薬と偽金の調査にやって来た。後の不死者。
ザンク・ローワン
田九郎とともに来たポリネシア系の錬金術師。侍を自負し日本の剣術を扱うが、その格好や知識はかなり間違っている。アドウェナ・アウィス号に乗り不死者となったが、2001年時点では死亡しており、誰に喰われたかは明かされていない。作者があとがきで述べた「斬九郎」と思われる。

#### ロットヴァレンティーノの住民
ニキ
商人に奴隷として酷使される少女。「仮面職人」の犯行を目撃した。
自身の境遇に絶望し、死を望み「仮面職人」に協力していたがエルマーやエスペランサとの出会いで心境が変わり、ラローフの魔手から逃れた後、街から離れる途中だったベグの馬車に同乗して去った。
後に別都市のメイエル家の工房でフェルメートやチェスと出会い、フェルメートの勧めでチェスの世話を担当する。次第にニキはフェルメートに好意を抱くようになった。やがて戦争でメイエル家の工房はロットヴァレンティーノに引っ越し、ニキも同行してロットヴァレンティーノに戻った。1710年には、フェルメートの頼みでチェスの世話をしながらドルメンテル家の密偵として働いており、カルラと連絡を取っていたところでエルマーと再会した。1711年には、ヒューイとモニカの子供の世話を行いながらドルメンテル家の密偵を続けていた。アドウェナ・アウィス号が出航する前後には、フェルメートのために仮面を付けてグレットの前に現れてグレットを誘導したり、街の人々の目をひきつけるための囮になった。やがてフェルメートの指示通りにヒューイたちが使用していた「仮面職人」のアジトに潜伏するが、それはフェルメートが張り巡らせた罠であり、アジトには時限爆弾が大量に仕掛けられていた上に入り口には街の人々が押し寄せていた。ニキは追い詰められた状況でここが自分の「死に場所」だと覚悟するが、爆発直前に隠し扉からルネらしき者が現れて、隠し扉から連れ出された所で爆発が起こり、瀕死の重傷を負って正気を失った。その状態のままでルクレティアから不死薬を飲まされて、不死者となった。
2003年には、正気を失ったまま包帯を巻いた姿でルクレティアに保護されている。
エスペランサ・C・ボロニアル
ロットヴァレンティーノの領主。通称「道変伯」。奇抜な格好と女性至上主義を掲げる変人。
エルマーの友人で、ロットヴァレンティーノにおける身元引き受け人。モニカの実兄で、気をかけている。2000年代には30人以上の女中を生涯愛し続けたという逸話が遺っている。
ラローフ・ハンクレティア
都市警察署長。前任者の後釜として赴任してきた。
麻薬と偽金で街を実質的に支配する市民の味方であり、発覚を防ぐためにニキを暗殺、「私塾」を「仮面職人」に仕立て上げようとする。だがエルマーの計略により麻薬の工房を失い、捕縛される。
アイル
貴族の不良少年グループ「腐り卵」のリーダー。本名はマイザー・アヴァーロ。マイザー（守銭奴）と呼ばれるのを嫌い、アイルと呼ばせている。
後に悪魔を召喚した錬金術師。詳細は後述。

#### その他
ベグ・ガロット
声 - 金光宣明
早口な薬剤師の男。アイルの父の依頼で麻薬を調合した。後に粗悪品となって流通しているのを知り、確認のために再来した。後の不死者。以降は後述。
仮面職人（かめんしょくにん）
仮面を被った連続殺人鬼。銀色のスティレットを凶器に使い、被害者にも白い仮面を被せる。犯行の目撃者は次の犠牲者になるとされる。後にヒューイ・エルマー・モニカによってとある組織の名称となる。

### 1711年
マイザー・アヴァーロ（MAIZA AVARO）
声 - 宮本充
悪魔を召喚した錬金術師。6年前と比べて容姿・口調がかなり変わった。後のマルティージョ・ファミリー出納係。
グレット・アヴァーロ
声 - 浪川大輔
マイザーの実弟でシルヴィの恋人。父親に面と向かって意見できない自らの臆病さに嫌気が差している。フェルメートの助言によって自作自演の放火事件を起こし、シルヴィと共に錬金術師達に混ぜてもらい故郷から逃亡。航海中悪魔を呼び出す儀式に参加し、マイザーから将来の保険として「不死の酒」の調合方法を半分だけ教えられるが、マイザーと間違えたセラードによって喰われた。
シルヴィ・リュミエール
声 - 高垣彩陽
グレットの恋人。当時17歳。グレットと共に故郷から脱出後、悪魔の儀式に参加したが、美しい姿で不老不死になるため「不死の酒」を飲まなかった。グレットが喰われた後は悲しみに明け暮れ、セラードを美貌で騙し復讐するため自分に磨きをかけ、美女になってから不死の酒を飲んだ。
チェスワフ・メイエル（CZESLAW MEYER）
声 - 神田朱未
通称「チェス」。祖父の弟子だったベグと親しい。彼と同門で保護者代わりのフェルメートとともに不死者になり、下船後も共に生活し続けた。しかし虐待を受け続た末に彼を喰い、以降外見を利用して生活する。
ベグ・ガロット
声 - 金光宣明
薬剤師で錬金術師の男。「人が幸福になること」を求め麻薬を研究する。当初は早口でしゃべっていたが、自分を実験台にし続けるうちにたどたどしいしゃべり方になった。師匠の孫であるチェスと親しく、船内を一緒に探検したりしていた。後のルノラータ・ファミリー薬剤師。
セラード・クェーツ（SZILARD QUATES）
声 - 有本欽隆
錬金術師の老人。夢を否定し、不老不死は存在しないと信じ続けてきたが、不死者になったことで一変、自らの欲望を暴走させグレットを初めとする錬金術師達の半分以上を喰う。海に身を投げて逃亡し、不死の薬の開発に熱中する傍ら見つけた錬金術師を喰っていった。グレットを喰ったことで「不死の酒」の調合方法を半分だけ知り、「出来損ない」を作る。
ラブロ・フェルメート・ヴィラレスク
声 - 成田剣
ヒューイに並ぶ天才と評される錬金術師。ベグの同門で、師匠の孫であるチェスワフの保護者代わり。船上で不死者となる。下船後、喰われる恐怖からチェスワフを虐待し続けた末、彼に喰われたらしい。
ヒューイ・ラフォレット
声 - 千葉進歩
エルマーの親友。原作では田九郎と共にセラードを追い詰める。アニメ版では1人マストを登って事態を静観し、「悪魔」とも多少の会話をしている。
エルマー・C・アルバトロス
声 - 大畑伸太郎
ヒューイの親友。セラードを改心させようと戯けて海に落ち、「悪魔」の興味を引く。そこで取引をして、彼が「ロニー・スキアート」となる原因となった。
悪魔（あくま）
声 - 神奈延年
マイザー達に「不死の酒」を授けた存在。本人曰く「知恵をつけ過ぎた錬金術師」。口癖は「まぁいい」。エルマーの願いを叶えようとし、そのために「ロニー・スキアート」となってマイザーに付き合う。